# Pamići
Pamići is een plaats in de gemeente Žminj in de Kroatische provincie Istrië. De plaats telt 102 inwoners (2001).